# Ostträsket
Ostträsket este o arie protejată (arie de protecție specială avifaunistică — SPA) din Suedia întinsă pe o suprafață de 502,4 ha, integral pe uscat.

## Localizare
Centrul sitului Ostträsket este situat la coordonatele 64°55′06″N 21°02′25″E / 64.9182°N 21.0402°E.

## Înființare
Situl Ostträsket a fost declarat arie de protecție specială avifaunistică în aprilie 2003 pentru a proteja 8 specii de animale.

## Biodiversitate
Situată în ecoregiunea boreală, aria protejată nu include niciun habitat protejat.
La baza desemnării sitului se află mai multe specii protejate de  păsări (8): gâscă de semănătură (Anser fabalis), lebădă de iarnă (Cygnus cygnus), cocor (Grus grus), pescăruș mic (Larus minutus), bătăuș (Philomachus pugnax), chiră de baltă (Sterna hirundo), Sterna paradisaea, fluierar de mlaștină (Tringa glareola).